# Френкі Фейзон
Френкі Рассел Фейсон (англ. Frankie Russel Faison; нар. 10 червня 1949) — американський актор. Зіграв численні ролі другого плану в кіно та на телебаченні, у тому числі роль Барні, наглядача притулку в трилогії про Ганнібала Лектера.

## Ранні роки
Фейсон народився в Ньюпорт-Ньюс, штат Вірджинія, у сім'ї Кармени (уродженої Гант) та Едгара Фейсонів. Він вивчав драму у Весліанському університеті Іллінойсу в Блумінгтоні, де був членом братства Тета Чі. Він здобув ступінь магістра образотворчих мистецтв у Школі мистецтв Тіша Нью-Йоркського університету, яку закінчив у 1974 році.

## Фільмографія
| Рік       |    | Українська назва                                                  | Оригінальна назва                                     | Роль                                                                 |
| --------- | -- | ----------------------------------------------------------------- | ----------------------------------------------------- | -------------------------------------------------------------------- |
| 1974      | с  | Чудові вистави                                                    | Great Performances                                    | капітан (серія «Король Лір»)                                         |
| 1980      | ф  | Постійна відпустка                                                | Permanent Vacation                                    | чоловік у лоббі                                                      |
| 1981      | ф  | Регтайм                                                           | Ragtime                                               | член банди                                                           |
| 1982      | ф  | Люди-коти                                                         | Cat People                                            | детектив Брандт                                                      |
| 1982      | ф  | Трохи сексу                                                       | A Little Sex                                          | електрик                                                             |
| 1982      | ф  | Шахрайство                                                        | Hanky panky                                           | коп-водій                                                            |
| 1982      | с  | Інший світ                                                        | Another World                                         | капітан Хенкок (серія «#1.4478»)                                     |
| 1983      | с  | На порозі ночі                                                    | The Edge of Night                                     | Ральф Петтібоун (регулярна роль)                                     |
| 1984      | ф  | Канібали-гуманоїди з підземелля                                   | C.H.U.D.                                              | сержант Паркер                                                       |
| 1984      | ф  | Винищувач 2                                                       | Exterminator 2                                        | Бі Джи                                                               |
| 1985      | с  | У пошуках завтрашнього дня                                        | Search for Tomorrow                                   | Віллард Кловіс (серія «#1.8643»)                                     |
| 1985      | с  | Кейт і Еллі                                                       | Kate & Allie                                          | детектив (серія «The Bad Seed»)                                      |
| 1986      | ф  | Прірва                                                            | The Money Pit                                         | Джеймс                                                               |
| 1986      | ф  | Максимальне прискорення                                           | Maximum Overdrive                                     | Генді                                                                |
| 1986      | ф  | Мисливець на людей                                                | Manhunter                                             | лейтенант Фіск                                                       |
| 1987      | с  | Еквалайзер                                                        | The Equalizer                                         | Зудо (серія «Місія: МакКол: Частина 1»)                              |
| 1988      | ф  | Поїздка до Америки                                                | Coming to America                                     | містер Таунсенд                                                      |
| 1988      | ф  | Міссісіпі у вогні                                                 | Mississippi Burning                                   | панегірик                                                            |
| 1989      | ф  | Роби як слід!                                                     | Do the Right Thing                                    | Кокосовий Сід                                                        |
| 1989      | с  | Чоловік на ім'я Яструб                                            | A Man Called Hawk                                     | містер Карвер (серія «Вибір випадковості»)                           |
| 1989      | с  | Монстри                                                           | Monsters                                              | Джек Лайл (серія «Корінь мандрагори»)                                |
| 1990      | ф  | Весілля Бетсі                                                     | Betsy's Wedding                                       | Зак Монро                                                            |
| 1990      | с  | Закон і порядок                                                   | Law & Order                                           | Лестер Кроуфорд (серія «Out of the Half-Light»)                      |
| 1990—1991 | с  | Справжні кольори                                                  | True Colors                                           | Рон Фрімен (одна з головних ролей)                                   |
| 1991      | ф  | Мовчання ягнят                                                    | The Silence of the Lambs                              | Барні Метьюз                                                         |
| 1991      | ф  | Місто надії                                                       | City of Hope                                          | Левонн                                                               |
| 1992      | ф  | Корпорація «Безсмертя»                                            | Freejack                                              | Людина-орел                                                          |
| 1992      | с  | Усі мої діти                                                      | All My Children                                       | міністр Бауер (серія «#1.5910»)                                      |
| 1993      | ф  | Соммерсбі                                                         | Sommersby                                             | Джозеф                                                               |
| 1993      | ф  | Гроші задарма                                                     | Money for Nothing                                     | Медіган                                                              |
| 1994      | ф  | Я люблю неприємності                                              | I Love Trouble                                        | начальник поліції                                                    |
| 1995      | ф  | Сусіди по кімнаті                                                 | Roommates                                             | професор Мартін                                                      |
| 1995      | с  | Лангольєри                                                        | The Langoliers                                        | Дон Гаффні (мінісеріал)                                              |
| 1996      | ф  | Сімейка придурків                                                 | The Stupids                                           | Ллойд                                                                |
| 1996      | ф  | Матір Ніч                                                         | Mother Night                                          | Роберт Стерлінг Вілсон                                               |
| 1996      | ф  | Дружина багатія                                                   | The Rich Man's Wife                                   | детектив Рон Льюїс                                                   |
| 1996      | с  | Нью-Йорк під прикриттям                                           | New York Undercover                                   | капітан Вілтон (серія «Вогняне шоу»)                                 |
| 1997      | ф  | Джуліан По                                                        | Julian Po                                             | шериф Леон                                                           |
| 1997      | с  | В'язниця Оз                                                       | Oz                                                    | Корнеліус Кін (серія «Capital P»)                                    |
| 1997—1998 | с  | Косбі                                                             | Cosby                                                 | Рон (серії «Я в порядку, ти Хілтон» та «На скелях»)                  |
| 1998      | ф  |                                                                   | Jaded                                                 | Генрі Брокер                                                         |
| 1998      | с  | Здобич                                                            | Prey                                                  | Рей Петерсон (головна роль)                                          |
| 1998—1999 | с  | Усі мої діти                                                      | All My Children                                       | Френк Доусон (регулярна роль)                                        |
| 1999      | ф  | Афера Томаса Крауна                                               | The Thomas Crown Affair                               | детектив Паретті                                                     |
| 1999      | ф  | Кисень                                                            | Oxygen                                                | Філ Клайн                                                            |
| 2000      | ф  | Там, де гроші                                                     | Where the Money Is                                    | охоронець                                                            |
| 2001      | ф  | Сонна дівчинка                                                    | The Sleepy Time Gal                                   | Джиммі Дюпрі                                                         |
| 2001      | ф  | Ганнібал                                                          | Hannibal                                              | Барні Метьюз                                                         |
| 2001      | ф  | Назад на землю                                                    | Down to Earth                                         | Вітні Деніелс                                                        |
| 2001      | ф  | Тринадцять розмов про одне                                        | Thirteen Conversations About One Thing                | Річард «Дік» Лейсі                                                   |
| 2001      | тф | Називай мене Клаус                                                | Call Me Claus                                         | Двейн                                                                |
| 2002      | ф  | Шоу починається                                                   | Showtime                                              | капітан Віншип                                                       |
| 2002      | ф  | Червоний Дракон                                                   | Red Dragon                                            | Барні Метьюз                                                         |
| 2002—2008 | с  | Дроти                                                             | The Wire                                              | Ервін Баррелл (головна роль)                                         |
| 2003      | ф  | Боги та генерали                                                  | Gods and Generals                                     | Джим Льюїс                                                           |
| 2004      | ф  | Розбійники                                                        | Highwaymen                                            | Вілл Маклін                                                          |
| 2004      | ф  | Америка Браун                                                     | America Brown                                         | тренер Браянт                                                        |
| 2004      | ф  | Білі ціпоньки                                                     | White Chicks                                          | Елліотт Гордон                                                       |
| 2004      | ф  | Шашлик                                                            | The Cookout                                           | Джоджо Андерсен                                                      |
| 2004      | ф  | Милиця                                                            | Crutch                                                | Джері                                                                |
| 2004      | ф  | Крута компанія                                                    | In Good Company                                       | Корвін                                                               |
| 2004      | с  | Присяжні                                                          | The Jury                                              | Нік Ван Лір (серія «Bangers»)                                        |
| 2006      | ф  | Преміум                                                           | Premium                                               | Філ                                                                  |
| 2007      | ф  | Мої чорничні ночі                                                 | My Blueberry Nights                                   | Тревіс                                                               |
| 2007—2008 | с  | Закон і порядок: Спеціальний корпус                               | Law & Order: Special Victims Unit                     | агент ФБР Том Нікерсон (серії «Флорида» і «Підпис»)                  |
| 2008      | ф  | Знайомство з Браунами                                             | Meet the Browns                                       | Ел Бі                                                                |
| 2008      | ф  | Будь моїм хлопцем на 5 хвилин                                     | Nick and Norah's Infinite Playlist                    | продавець квитків                                                    |
| 2008      | с  | Армійські дружини                                                 | Army Wives                                            | генерал Бакстер (серії «Відльоти, прибуття»)                         |
| 2008—2012 | с  | Одне життя, щоб жити                                              | One Life to Live                                      | Річард Еванс (регулярна роль)                                        |
| 2009      | ф  | Короткі інтерв'ю з огидними людьми                                | Brief Interviews with Hideous Men                     | суб'єкт №42                                                          |
| 2009      | ф  | Адам                                                              | Adam                                                  | Гарлен                                                               |
| 2009      | ф  | Оскологолові                                                      | Splinterheads                                         | Поуп                                                                 |
| 2009      | ф  | Історія одного вампіра                                            | Cirque du Freak: The Vampire's Assistant              | Рамус Двочеревий                                                     |
| 2009      | ф  | Продається власником                                              | For Sale by Owner                                     | Джин Вудман                                                          |
| 2009      | ф  | Точка розлому                                                     | Breaking Point                                        | суддя Грін                                                           |
| 2009—2020 | с  | Анатомія Грей                                                     | Grey's Anatomy                                        | Вільям Бейлі (4 серії)                                               |
| 2010      | с  | Блакитна кров                                                     | Blue Bloods                                           | Джеффордс (серія «Самаритянин»)                                      |
| 2010      | с  | Теорія брехні                                                     | Lie to Me                                             | Тедді (серія «Копчений»)                                             |
| 2010—2015 | с  | Гарна дружина                                                     | The Good Wife                                         | Джеремія Істон (4 серії)                                             |
| 2012      | ф  | Пастушки та ангели                                                | Cowgirls 'n Angels                                    | Август                                                               |
| 2013      | ф  |                                                                   | Tio Papi                                              | Джиллі                                                               |
| 2013      | с  | Елементарно                                                       | Elementary                                            | суддя Брюстер О'Хара (серія «Поштовхи»)                              |
| 2013—2016 | с  | Банші                                                             | Banshee                                               | Шугар Бейтс (34 серії)                                               |
| 2014      | с  | Незабутнє                                                         | Unforgettable                                         | мер Беверлі (серія «Година Омеги»)                                   |
| 2014      | с  | Чорний ящик                                                       | The Black Box                                         | Уейд (серія «Sing Like Me»)                                          |
| 2014      | с  | Вічність                                                          | Forever                                               | Пеппер Еванс (серія «6 ранку»)                                       |
| 2016      | ф  | Історія американської дівчини – Мелодія 1963: Любов має перемогти | An American Girl Story – Melody 1963: Love Has to Win | Френк Еллісон                                                        |
| 2016      | с  | Люк Кейдж                                                         | Luke Cage                                             | Генрі «Поуп» Гантер (2 серії)                                        |
| 2017      | ф  | Справа Христа                                                     | The Case for Christ                                   | Джо Дюбуа                                                            |
| 2017      | ф  | Звучання                                                          | The Sounding                                          | Роланд                                                               |
| 2017      | с  | Хороша боротьба                                                   | The Good Fight                                        | Джеремія Істон (серія «Реддік проти Боузмана»)                       |
| 2017      | с  | Раян Гансен розкриває злочини на телебаченні                      | Ryan Hansen Solves Crimes on Television               | капітан Джексон №5 (серія «Голодні справедливості»)                  |
| 2018      | ф  | Актор готується                                                   | An Actor Prepares                                     | диякон Френк Додж                                                    |
| 2018      | с  | Гаваї 5.0                                                         | Hawaii Five-0                                         | Лерой Девіс (серія «Жоден гріх не вмирає; жодне покаяння не вмирає») |
| 2019      | ф  | Вбивство Кеннета Чемберлена                                       | The Killing of Kenneth Chamberlain                    | Кеннет Чемберлен старший                                             |
| 2019      | с  | Село                                                              | The Village                                           | Рон (10 серій)                                                       |
| 2020      | ф  | Прокляття                                                         | Grudge                                                | Вільям Метісон                                                       |
| 2020      | ф  | Я твоя жінка                                                      | I'm Your Woman                                        | Арт                                                                  |
| 2020      | с  | Бог зафрендив мене                                                | God Friended Me                                       | містер Джонсон (серія «Harlem Cinema House»)                         |
| 2020      | с  | Простір                                                           | The Expanse                                           | Чарльз (серія «Churn»)                                               |
| 2021      | ф  | Батьківство                                                       | Fatherhood                                            | Майк                                                                 |
| 2021      | с  | Чорний список                                                     | The Blacklist                                         | Абрагам Мурс (серія «The Fribourg Confidence»)                       |
| 2021      | с  | Булл                                                              | Bull                                                  | Лі Дональдсон (серія «Король Бик»)                                   |
| 2022      | ф  | Тілл                                                              | Till                                                  | Джон Картан                                                          |
| 2022      | с  | Новобранець                                                       | The Rookie                                            | Крістофер «Катті» Кларк (2 серії)                                    |
| 2022      | с  | Новобранець: Федерали                                             | The Rookie: Feds                                      | Крістофер «Катті» Кларк (головна роль)                               |